# Roeloff van Zijl

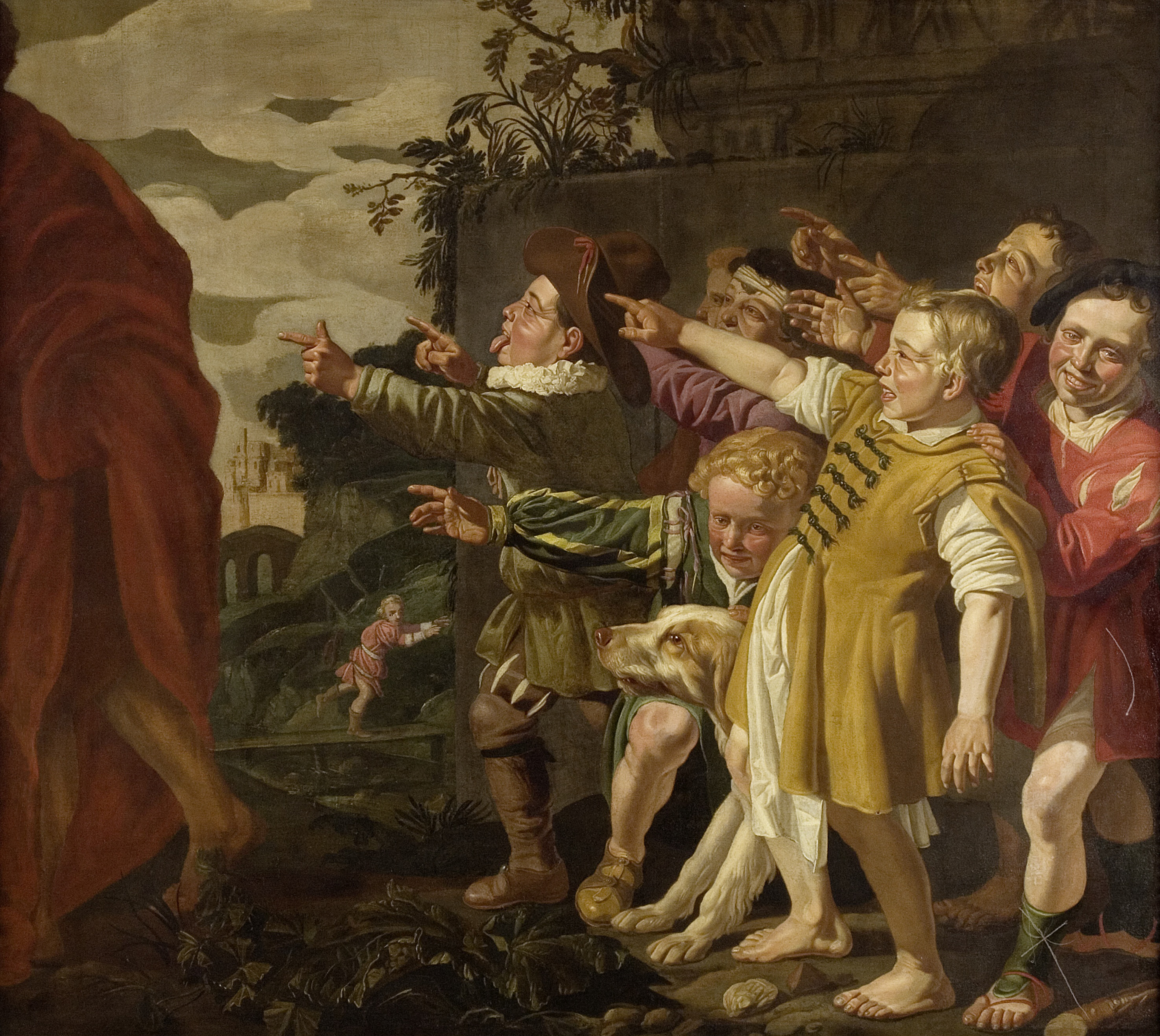
Elisa door de kinderen bespot, (toegeschreven aan Roeloff van Zijl)

Roeloff van Zijl (Utrecht, 28 april 1586 - aldaar, 20 februari 1656), actief van 1608 tot 1631, was een Nederlands schilder uit de Gouden Eeuw. 
Hij was van 1611 tot 1624 werkzaam in Utrecht en van circa 1625 tot circa 1630 in Amsterdam. Laurens Spruyt was zijn leerling.  Hij wordt tot de Caravaggisten gerekend en specialiseerde zich in de genres historie en landschappen.
De voorstellingen op de luiken van het orgel in de Jacobikerk (Utrecht) zijn van zijn hand. 
Van Zijl was van 1623 tot 1656 vroedschapslid en vanaf 1631 schepen. Hij trouwde 13 september 1625 met Stephania van der Hoeven.
- RKD-Nederlands Instituut voor Kunstgeschiedenis: 86389
- Union List of Artist Names: 500052264
- Virtual International Authority File: 96030232